# Inhalator

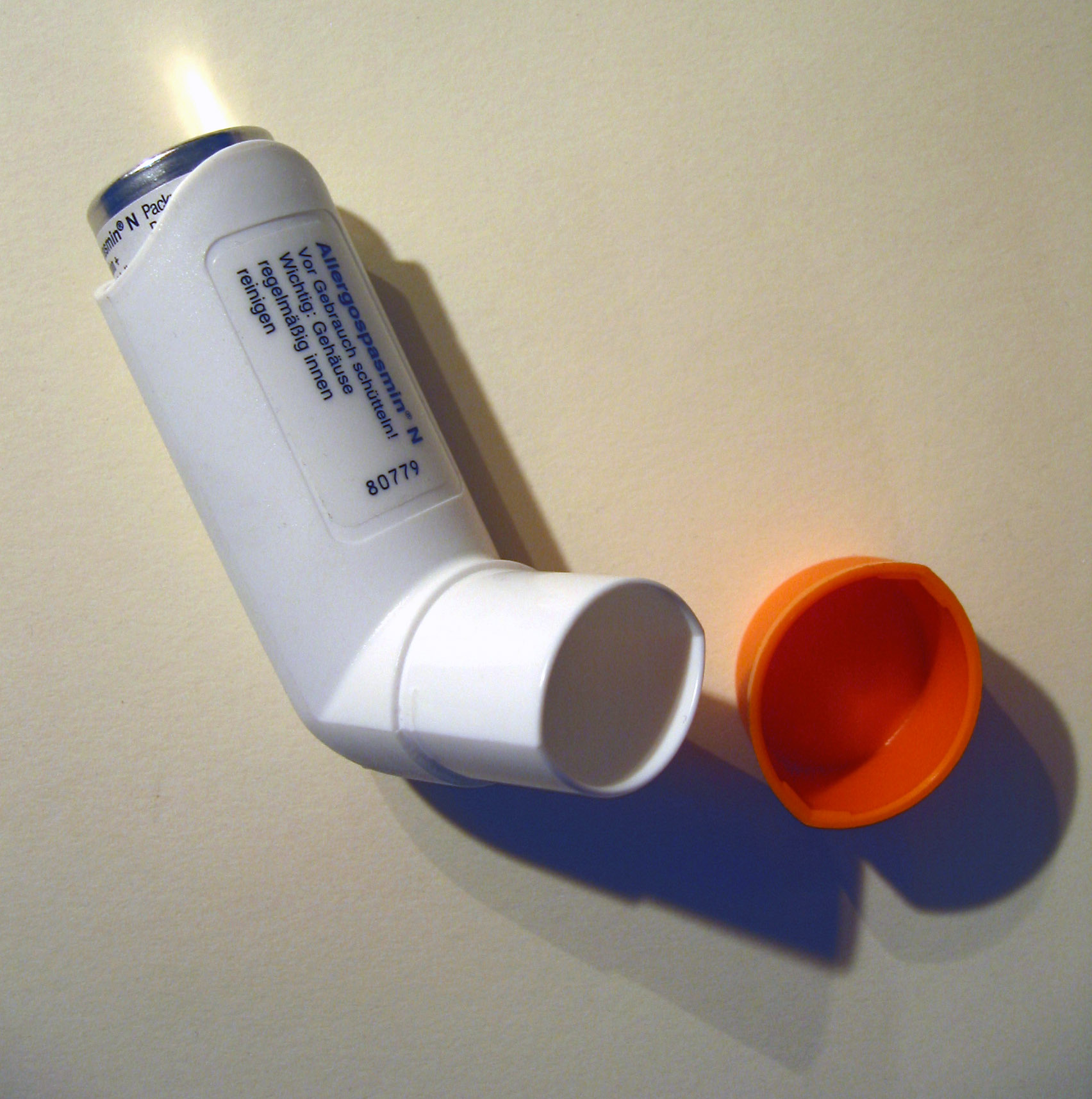
En inhalator

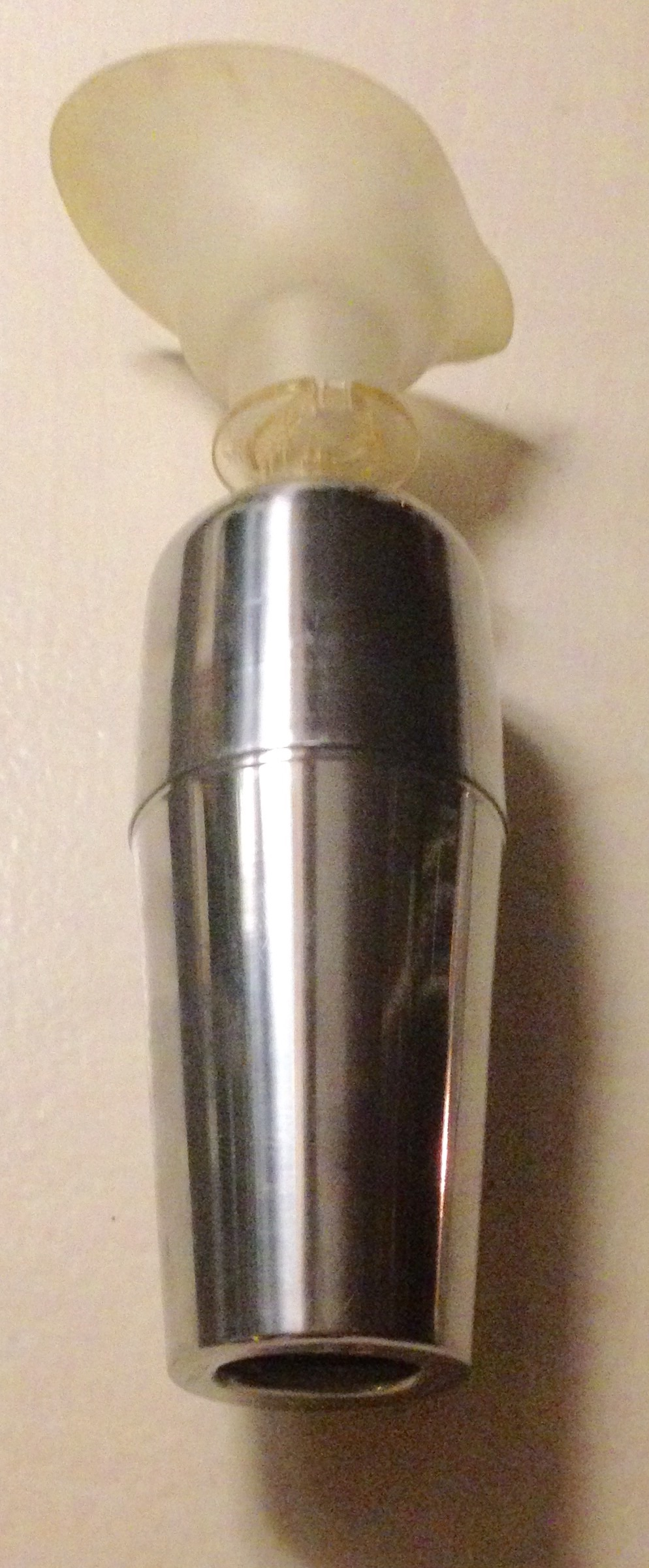
Hjälpmedel för inhalation av tex astmamedicin.

En inhalator används för medicinering vid problem med luftvägarna. Vanliga astmamediciner som intas med hjälp av inhalator är Ventoline och Bricanyl.
Inhalatorn kan innehålla både en vätska som bildar aerosol vid administrering eller pulver som finfördelas.
Det finns även inhalatorer som används i andra sammanhang, bland annat som en nikotinersättningsbehandling. Inhalatorn kan då användas för att hjälpa rökare att fimpa ciggen.